# Achyranthes cylindrica
Achyranthes cylindrica är en amarantväxtart som beskrevs av Wenceslas Bojer. Achyranthes cylindrica ingår i släktet Achyranthes och familjen amarantväxter. Inga underarter finns listade i Catalogue of Life.